# Azot (Region)

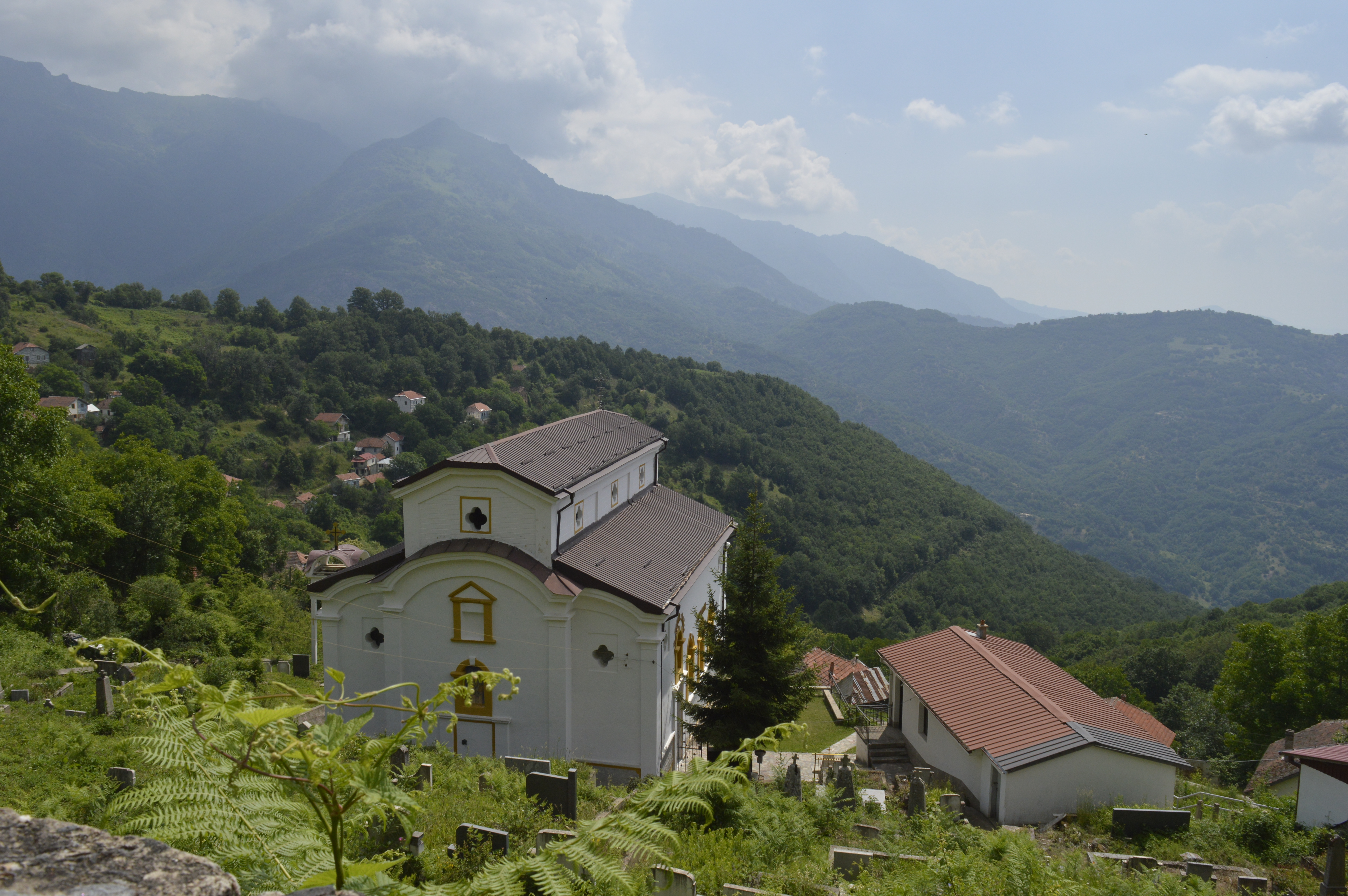
Blick auf das Dorf Papradište in der Azot-Region

Azot, auch Azotija (mazedonisch Азот; Азотија) und Babuna bzw. Babunija (mazedonisch Бабуна; Бабунија) genannt, ist eine historische Landschaft im zentralen Teil Nordmazedoniens.
Die Azot-Region liegt im Tal und am Ober- und Mittellauf des Babuna-Flusses. Es ist im Norden und Westen vom Massiv der Mokra Planina (Jakupica, Karadžica, Dautica mit dem Gipfel Solunska Glava) und im Süden und Südosten von den Nordhängen des Berges Babuna umgeben. Das Gebiet liegt südwestlich der Stadt Veles.
Heute gehört das gesamte Azot-Region zur Gemeinde Čaška. Die Azot-Region grenzt im Süden an Pelagonien, im Westen an der Poreče-Region (Gemeinde Makedonski Brod) und im Osten sowie Norden grenzt es an der Veles-Region.
Das größte Dorf in der Azot-Region ist Bogomila. Zu den anderen Dörfern der Region zählen Papradište, Nežilovo, Gabrovnik, Mokreni, Teovo, Sogle, Oreše, Kapinovo, Crešnevo, Bistrica, Oraov Dol und Plevenje. Auch Martolci, Omorani, Stari Grad und Pomenovo (die zur ehemaligen Gemeinde Izvor gehörten) werden zur Region hinzugezählt.

## Geschichte

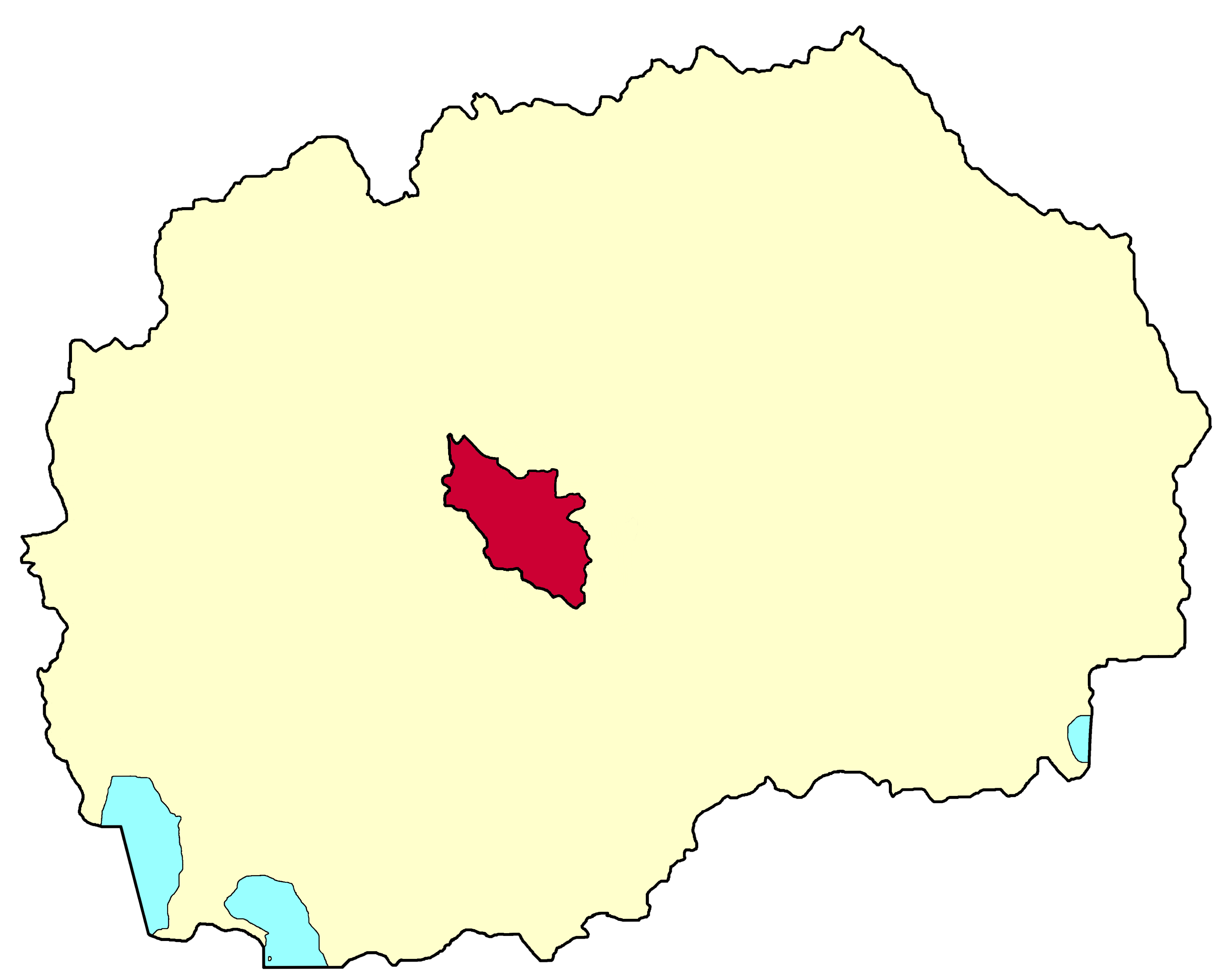
Die historische Region Azot im heutigen Nordmazedonien

Die Geschichte der historischen Region Azot reicht bis in die Antike zurück, als dieses Gebiet die Grenze zwischen den paionischen Stämmen und den alten Stämmen der Pelagoniern war. Mit der Ankunft des Christentums tauchte in diesen Gebieten später im 10. Jahrhundert die Bogumilen-Bewegung unter der Führung von Pop Bogomil auf, die bekanntermaßen entlang des Flusses Babuna in der Nähe von Veles entstanden ist und sich später in ganz Europa ausbreitete. Der Legende nach wurde Pop Bogomil in Bogomila geboren, welches zu den bevölkerungsreichsten Dörfern in der Region zählt.
Es existieren drei verschiedene Versionen zur Etymologie der historischen Landschaft Azot. Als gesichert gilt, dass die Region im Mittelalter als Babuna bezeichnet wurde, wie Quellen aus dem Jahr 1335 belegen. Während des 14. Jahrhunderts, als die Türken schließlich Makedonien eroberten, ging der Sadrazamın (Großwesir) des Sultans mit seinem Gefolge von Veles nach Prilep. Die Bevölkerung der ländlichen Dörfer kam ihm massenhaft auf dem Weg Dolgi Rid entgegen, um sich bei ihm über die Tyrannei durch die örtlichen osmanischen Verwalter zu beklagen. Der Großwesir ging den Forderungen der Bevölkerung nach und ordnete an, die Schuldigen vor ihm streng zu bestrafen. Daraufhin wandte er sich an die Spahis und fragte sie, welcher Nationalität die Bevölkerung angehörte. Die Spahis antworteten ihm, dass es sich bei den Dörfern entlang des Hügels Dolgi Rid um karışık (türkisch für gemischt), also Muslime und Giauren handelt. Nach dieser Antwort zeigte der Großwesir mit seinem Finger auf das Babuna-Tal und fragte, welche Menschen dort leben würden und warum es keine Besucher von dort gebe. Die Spahis antworteten ihm, dass dort „haz gâvur“, also reine Ungläubige lebten. Anschließend änderte sich das Wort „haz“ im Volksmund in Az – Azot.

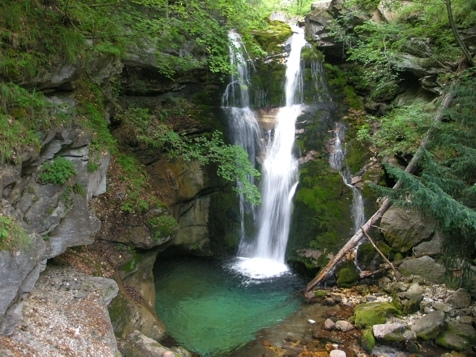
Blick auf den Babuna-Wasserfall nahe Nežilovo und Papradište

Die zweite Version reicht ebenso ins 14. Jahrhundert, als die Osmanen Veles und Prilep eroberten. Währenddessen zog sich ein bulgarischer Boljare im Babuna Berg zurück und hielt sich tapfer mit seiner Armee fest, wodurch die Eroberer den Berg nicht betreten konnten. Nach einem langen Kampf drangen die Osmanen schließlich in den Berg Babuna ein, weshalb der Boljare sich mit seiner Armee in einer alten Festung, welche sich zwischen den Dörfern Sogle, Teovo und Mokreni befand, zurückzogen. Die Festung wurde belagert, jedoch scheiterte jeglicher Versuch, woraufhin sich die Kämpfe in die Länge zogen. Durch ein Verrat einer Frau hohen Alters, die die Osmanen durch einen steilen Weg hinterrücks führte, gelang es den Osmanen die Festung einzunehmen. Trotz alledem konnten die Osmanen mit dem hohen Aufstandsgeist der Bevölkerung nicht ohne Weiteres fertig werden, weshalb sie die Bevölkerung als „asi“ (türkisch für rebellisch) bezeichnete. In der Folge begannen die Eroberer, das gesamte Tal „Az koli“ zu nennen, was sich im Volksmund zu Az bzw. Azot änderte. Die dritte Theorie ähnelt stark der zweiten, allerdings soll der Kampf auf einem hohen Hügel zwischen den Dörfern Bistrica, Melnica und Sogle stattgefunden haben. Bevor sie in die Schlacht zogen, begann die aufständische Bevölkerung sich auf dem Hügel von ihren Familienmitgliedern zu verabschieden und als Brauch um Vergebung zu bitten, weshalb dieser Hügel heute den Namen Proštica (mazedonisch прости/prosti, zu dt. vergebe) besitzt.